# غرانت ثاتشر
غرانت ثاتشر (بالإنجليزية: Grant Thatcher)‏ هو لاعب كرة قاعدة أمريكي، ولد في 23 فبراير 1877 في مايتاون في الولايات المتحدة، وتوفي في 17 مارس 1936 في لانكستر في الولايات المتحدة.

## وصلات خارجية
- غرانت ثاتشر على موقعبيزبول رفرنس.كوم (الدوري الرئيسي) (الإنجليزية)
- غرانت ثاتشر على موقعبيزبول رفرنس.كوم (الدوري الثانوي) (الإنجليزية)